# Рупрехт II (курфюрст Пфальцу)
Рупрехт II Серйозний (нім. Ruprecht II. Der Harte (der Ernste); 12 травня 1325, Амберг — 6 січня 1398, Амберг) — пфальцграф Рейнський з 1329 року курфюрст Пфальца з 1390 року з династії Віттельсбахів.
Старший син пфальцграфа Рейнського Адольфа і Ірменгарди фон Еттінген.
У 1329 році згідно з укладеним в Павії договором між імператором Людвігом Баварським і братами Адольфа Рудольфом II і Рупрехтом I отримав частину Пфальца.
За наступними розділами (1338 і в 1353 — після смерті Рудольфа II) отримав Гейдельберг в Нижньому Пфальці і деякі землі в Верхньому Пфальці.
Після смерті дядька — Рупрехта I — був проголошений курфюрстом Пфальца 16 лютого 1390 року зі згоди німецького короля Венцеслава. В 1391 році вигнав зі своїх володінь євреїв і повій, конфіскувавши їхнє майно на користь Гейдельберзького університету.
В 1395 видав так звану «Рупрехтіанскую конституцію», покликану забезпечити територіальну цілісність Пфальца. Включив у свої володіння колишнє імперське місто Неккаргемюнд.
Похований в цистерціанському монастирі Шенау під Гейдельбергом.

## Родина
Дружина (з 1345) — Беатриса Сицилійська, дочка короля Сицилії Педро II.
Діти:
- Анна (1346—1415) — з 1363 дружина Вільгельма VII Юліхського
- Фрідріх (1347— бл. 1395)
- Мехтільд (нар. 1350) — дружина ландграфа Зігоста Лейхтенбергського
- Єлизавета — померла в дитинстві
- Рупрехт (1352—1410) — король Німеччини
- Адольф — помер в дитинстві.